# Região Geográfica Imediata de Mirassol d'Oeste

Localização da Região Imediata de Mirassol d'Oeste no Estado de Mato Grosso.

A Região Geográfica Imediata de Mirassol d`Oeste é uma das 18 regiões imediatas de Mato Grosso, pertence a Região Geográfica Intermediária de Cáceres. é dividida em 9 municípios, e tem uma população de 93.025 pessoas segundo a Estimativa do  IBGE de 2017. e uma área territorial de 14.799,794 km².
Esta divisão é geográfica, não sendo uma região política.

## Municípios
| Fonte | Código do Município | Município                  | População 2017 | Área km²   |
| ----- | ------------------- | -------------------------- | -------------- | ---------- |
| [ 1 ] | 5101258             | Araputanga                 | 16.223         | 1.610,888  |
| [ 2 ] | 5103809             | Figueirópolis d'Oeste      | 3.444          | 888,106    |
| [ 3 ] | 5103957             | Glória d'Oeste             | 2.964          | 835,390    |
| [ 4 ] | 5104500             | Indiavaí                   | 2.648          | 592,639    |
| [ 5 ] | 5105002             | Jauru                      | 8.776          | 1.358,411  |
| [ 6 ] | 5105622             | Mirassol d'Oeste           | 26.768         | 1.079,659  |
| [ 7 ] | 5106828             | Porto Esperidião           | 11.603         | 5.809,776  |
| [ 8 ] | 5107156             | Reserva do Cabaçal         | 2.646          | 1.337,041  |
| [ 9 ] | 5107107             | São José dos Quatro Marcos | 18.452         | 1.287,884  |
|       |                     | Total                      | 93.524         | 14.799,794 |

Fonte: IBGE
Município mais populoso: Mirassol d'Oeste - 26.768 pessoas
Município com maior área territorial: Porto Esperidião- 5.809,776 km²
Município menos populoso: Reserva do Cabaçal - 2.646 pessoas
Município com menor área territorial: Indiavaí - 592,639 km²

## Dados dos municípios
Araputanga é um dos 9 (nove) municípios da  Região Geográfica Imediata de Mirassol d`Oeste. Com uma população de estimada em 16.223 habitantes, é o 3º (terceiro) município mais populoso da Região Geográfica Imediata de Mirassol d`Oeste. tem  uma extensão territorial de 1.610,888 km², o 2º (segundo) maior município de sua região imediata, ficando atrás apenas do município de Porto Esperidião. 

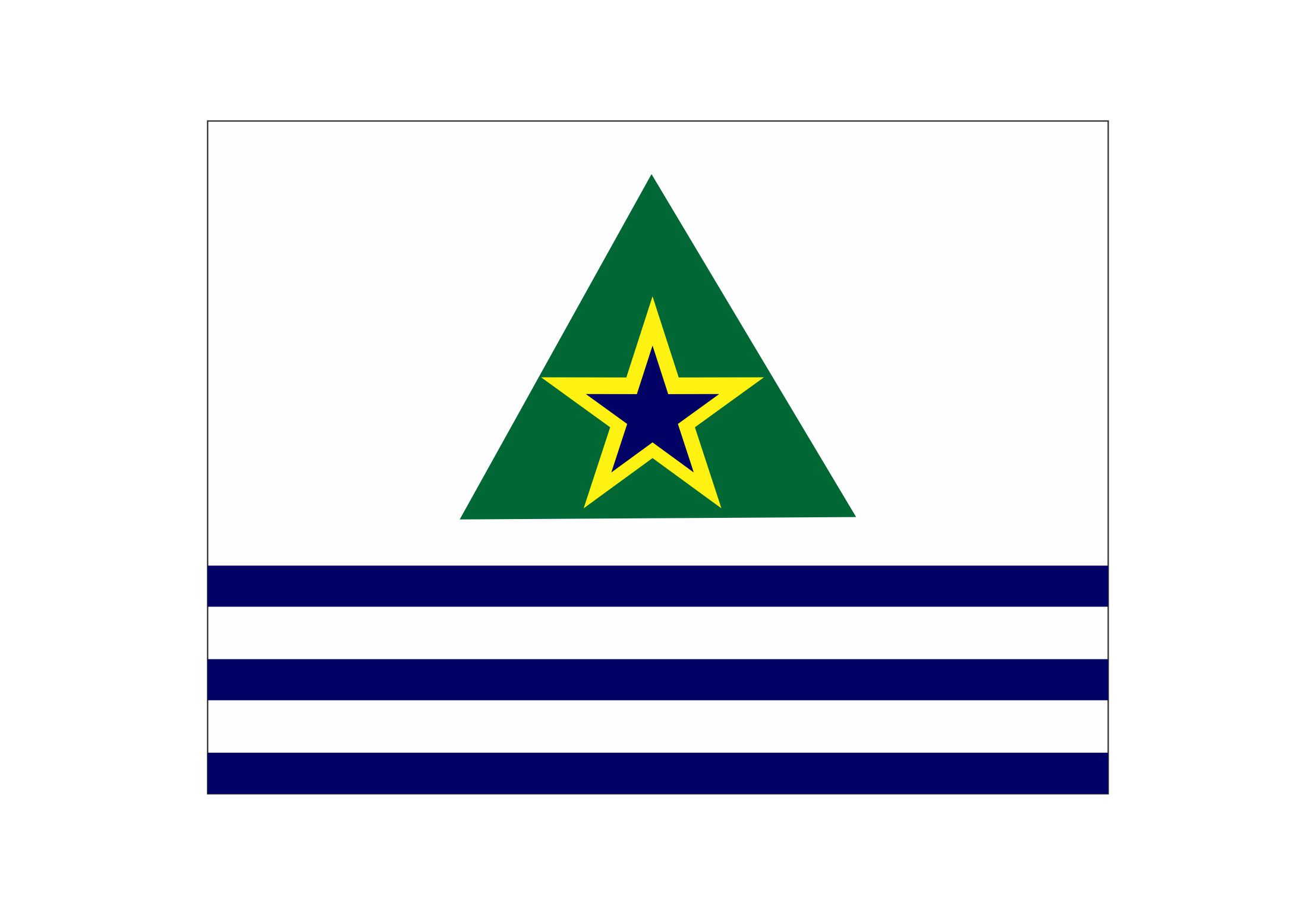
Bandeira do Município de Figueirópolis  d`Oeste
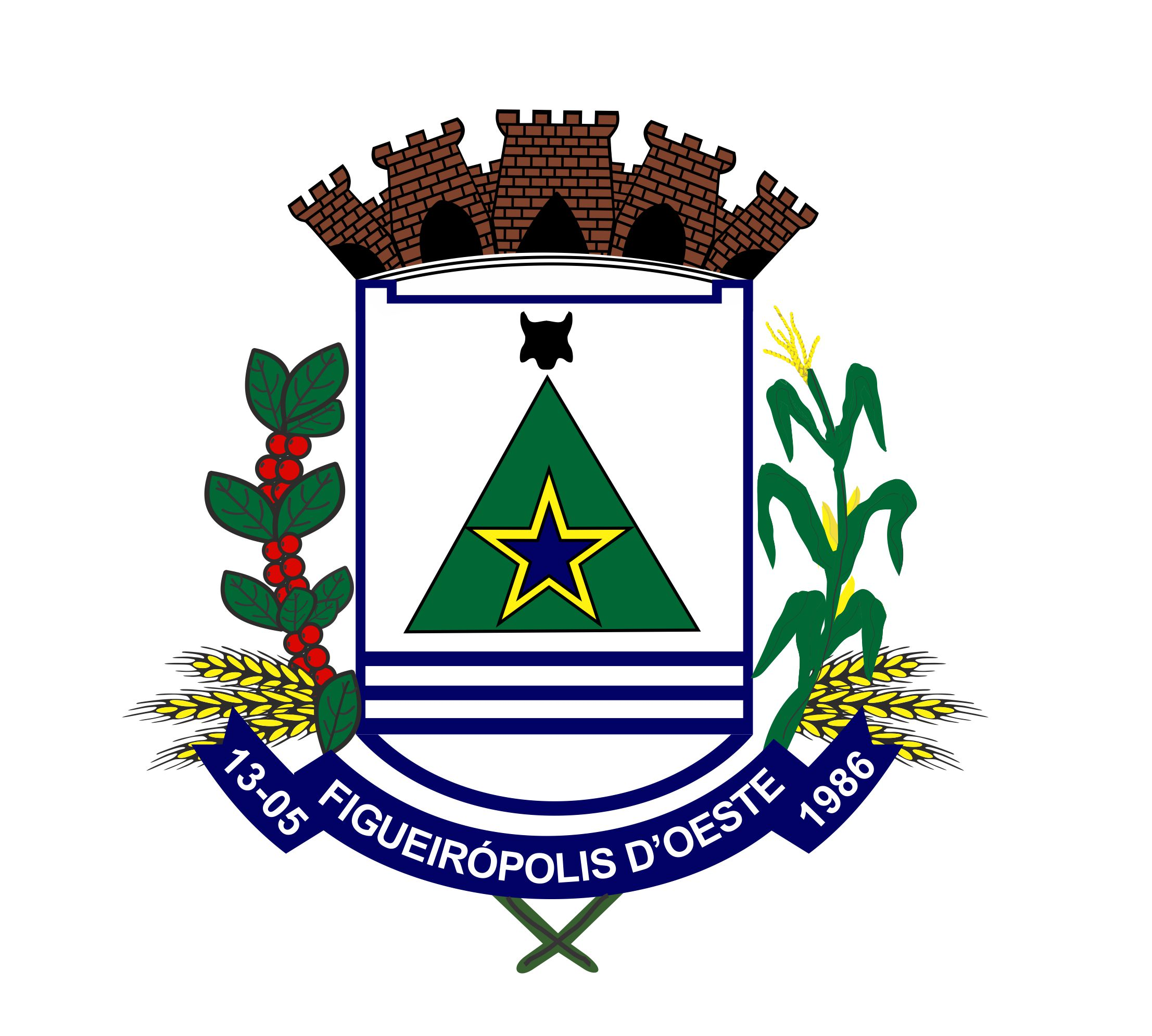
Brasão de Figueirópolis d`Oeste

Figueirópolis d'Oeste é um dos 9 (nove) municípios da Região Geográfica Imediata de Mirassol d`Oeste. Com uma população estimada em 3.444 habitantes, é o 6º (sexto) município mais populoso da Região Geográfica Imediata de Mirassol d`Oeste. Tem uma extensão territorial de 888,106 km², o 7º (sétimo) maior município de região imediata. 
Glória d'Oeste é um dos 9 (nove)  municípios da Região Geográfica Imediata de Mirassol d`Oeste. Com uma população estimada em 2.964 habitantes, o 7º (sétimo) município mais populoso da Região Geográfica Imediata de Mirassol d`Oeste. Tem uma extensão territorial de 835,390 km², o 2º (segundo) menor município de sua região imediata, maior apenas que o município de Indiavaí. 
Indiavaí é um dos 9 (nove) municípios da Região Geográfica Imediata de Mirassol d`Oeste. Com uma população estimada em 2.648 habitantes, é o 2º (segundo) município menos populoso da Região Geográfica Imediata de Mirassol d`Oeste, mais populoso apenas que o município de Reserva do Cabaçal. Tem uma extensão territorial de 592,639 km², o menor município de sua região imediata. 

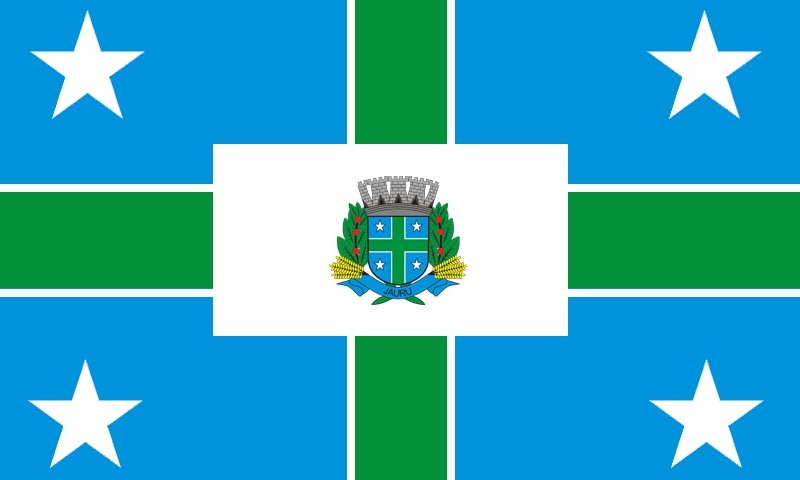
Bandeira de Jauru

Jauru é um dos 9 (nove) municípios da Região Geográfica Imediata de Mirassol d`Oeste. Com uma população estimada em 8.776 habitantes, é o 5º (quinto) município mais populoso da Região Geográfica Imediata de Mirassol d`Oeste. Tem uma extensão territorial de  1.358,411 km², o 3º (terceiro) maior município  de sua região imediata. 

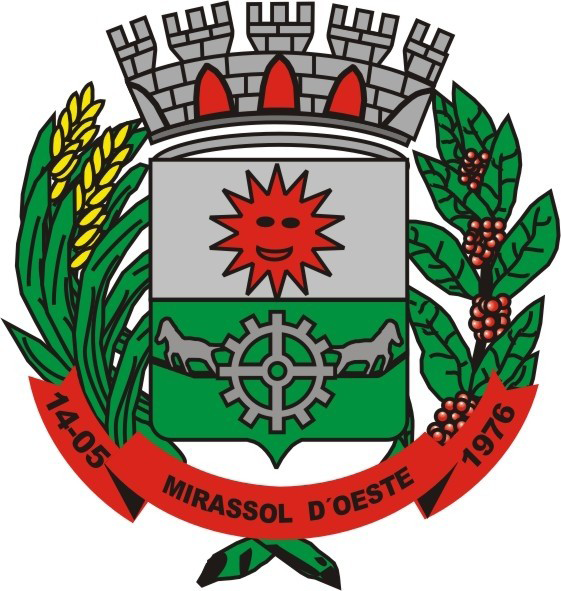
Brasão de Mirassol d`Oeste

Mirassol d'Oeste é um dos 9 (nove) municípios da Região Geográfica Imediata de Mirassol d`Oeste. Com uma população estimada em 26.768 habitantes, é o 1º (primeiro) município mais populoso da Região Geográfica Imediata de Mirassol d`Oeste. Tem uma extensão territorial de 1.079,659 km², o 6º (sexto) maior município de sua região imediata. 
Porto Esperidião é um dos 9 (nove) municípios da Região Geográfica Imediata de Mirassol d`Oeste. Com uma população estimada em 11.603 habitantes, é o 4º (quarto) município mais populoso da Região Geográfica Imediata de Mirassol d`Oeste. Tem uma extensão territorial de 5.809,776 km², o maior município de sua região imediata. 

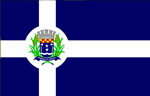
Bandeira de Reserva do Cabaçal
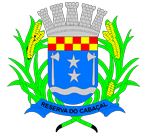
Brasão de Reserva do Cabaçal

Reserva do Cabaçal é um dos 9 (nove) municípios da Região Geográfica Imediata de Mirassol d`Oeste. Com uma população estimada em 2.646 habitantes, é o município menos populoso da Região Geográfica Imediata de Mirassol d`Oeste. Tem uma extensão territorial de 1.337,041 km², o 4º (quarto) maior município de sua região imediata. 

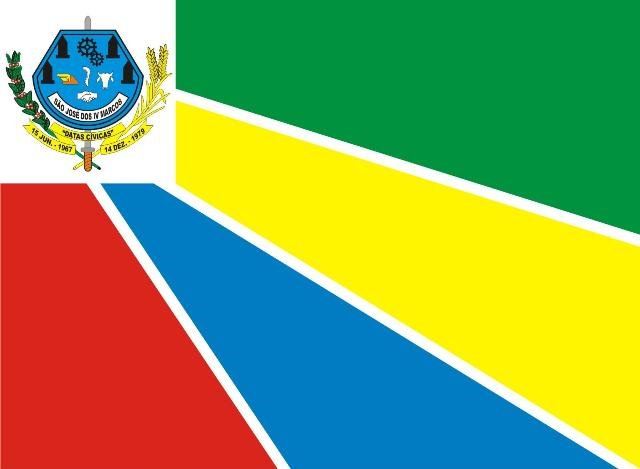
Bandeira de São José dos Quatro Marcos
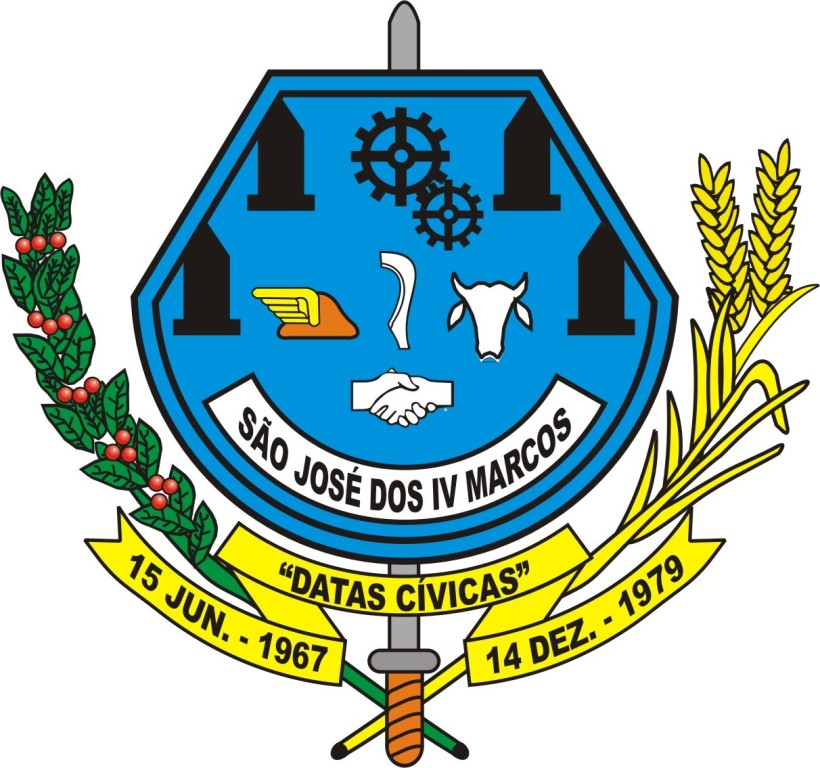
Brasão de São José dos Quatro Marcos

São José dos Quatro Marcos é um dos 9 (nove) municípios da Região Geográfica Imediata de Mirassol d`Oeste. Com uma população estimada em 18.452 habitantes, é o 2º (segundo) município mais populoso Região Geográfica Imediata de Mirassol d`Oeste, Menos populoso apenas que Mirassol d'Oeste. Tem uma extensão territorial de 1.287,884 km², o 5º (quinto) maior município de sua região imediata. 